# Вихрен Узунов
Вихрен Узунов е български футболист, вратар. Роден е на 18 януари 1983 г. в Русе. Висок е 182 см и тежи 73 кг. Играл е за Локомотив (Русе), Левски (София), Марек, Дунав, Бенковски (Бяла) и в Турция. Шампион на България през 2001 и вицешампион през 2004 г. с отбора на „Левски“. През пролетта на 2007 г. се завръща в „Дунав“, но не получава разрешение от предишния си клуб Бенковски (Бяла) да бъде картотекиран в русенския тим. След проваленият трансфер в Дунав, Узунов играе за шуменския Панайот Волов. През 2009 е взет от словенския отбор Алуминиум. За младежкия национален отбор има 14 мача.

## Статистика по сезони
- Локомотив (Рс) – 1999/00 – В група, 19 мача
- Левски (Сф) – 2001/пр. - A група, 1 мач
- Левски (Сф) – 2001/ес. - A група, 1 мач
- Левски (Сф) – 2002/ес. - A група, 1 мач
- Левски (Сф) – 2004/пр. - A група, 1 мач
- Марек – 2004/ес. - A група, 1 мач
- Дунав – 2005/ес. - Б група, 1 мач
- Бенковски – 2006/пр. - Североизточна В група, 8
- Бенковски – 2006/ес. - Североизточна В група, 4
- Турция – 2006/ес. - Втора дивизия
- Бенковски – 2007/пр. - Североизточна В група, 22